# 佐藤長
佐藤 長（さとう ひさし、1913年（大正2年）9月16日 - 2008年（平成20年）1月6日）は、日本の歴史学者、チベット学者。古代チベット史を研究。京都大学名誉教授。

## 経歴
- 1913年　宮城県遠田郡涌谷町生まれ。
- 1939年（昭和14年）、京都帝国大学文学部東洋史学科卒
- 1950年（昭和25年）4月、神戸大学文理学部助教授
- 1954年（昭和29年）7月、京都大学文学部教授
- 1978年（昭和53年）、佛教大学文学部教授
- 1979年（昭和54年）6月、『チベット歴史地理研究』によって日本学士院賞を受賞。
- 2008年（平成20年）、肺炎のため死去。享年96（満年齢94歳没）。

## 著書
- 『古代チベット史研究』（全2巻 同朋舎「東洋史研究叢刊5」、1977年）初版1958－59年
- 『チベット歴史地理研究』（岩波書店、1978年）
- 『中世チベット史研究』（同朋舎「東洋史研究叢刊38」、1986年）
- 『中國古代史論考』（朋友書店、2000年）

### 訳書
- 『フゥラン・テプテル チベット年代記』（稲葉正就と共訳、1964年 法蔵館）
- 『騎馬民族史3 正史北狄伝』（羽田明共編訳注、平凡社東洋文庫、1978年） のちワイド版

## 羅紗庵
佐藤の住んでいた、京都市中京区丸太町堺町の築100年（明治42年建造）になる木造二階建ての町屋は、遺言により友人の瀬戸内寂聴に譲渡され、2009年（平成21年）に文化サロン「羅紗庵（らさ・あん）」としてオープン。名称はチベット仏教の聖地「ラサ」に因んで命名された。老朽化が進んでいたため、佐藤の没後2008年（平成20年）11月から3ヶ月かけて修理改修が進められた。佐藤と瀬戸内の親交は1943年（昭和18年）瀬戸内が新婚生活を送っていた北京の集合住宅の上階に留学中の佐藤が下宿して以来。